# Saarijärvi (sjö i Suomussalmi, Kajanaland)
Saarijärvi är en sjö i kommunen Suomussalmi i landskapet Kajanaland i Finland. Sjön ligger 200 meter över havet. Arean är 1,26 kvadratkilometer och strandlinjen är 10,67 kilometer lång. Sjön  ingår i Uleälvens huvudavrinningsområde.   Den ligger omkring 110 kilometer nordöst om Kajana och omkring 560 kilometer norr om Helsingfors. 